# 삼성 NX100
삼성 NX100은 삼성디지털이미징이 2010년 10월 발매한 렌즈 교환식 미러리스 카메라이다. 기존 NX10과 비슷한 사양이지만, 렌즈 자체에서 카메라를 제어하는 i-Function 렌즈를 함께 선보이며, 콤팩트 미러리스 카메라에서는 부족한 컨트롤 제어를 보완하였다.
위상차 검출식 AF가 아닌 촬상면 컨트라스트 AF 시스템을 적용했음에도 불구하고 빠르고 정확한 자동 초점이 가능하며, 뛰어난 화질의 AMOLED 화면, 1280 X 720의 고화질의 동영상 촬영도 가능한 것이 특징이다.

## 같이 보기
- 렌즈 교환식 미러리스 카메라